# Crveni panda
 Ovo je glavno značenje pojma Crveni panda. Za druga značenja pogledajte Panda.
Crveni ili mali panda (Ailurus fulgens), sisavac biljožder, neznatno veći od domaće mačke, dužine oko 56 centimetara. Nastanjuje Himalaju u Nepalu i južnoj Kini.
Kao i veliki panda, crveni panda ima osobine i medvjeda i rakuna. Njihov zajednički predak vodi podrijetlo od doba prije 10 milijuna godina i nastanjivao je područje širom Euroazije. Fosili crvenog pande otkriveni su na mjestima od Kine na istoku do Britanije na zapadu, te u skorije vrijeme i u Sjevernoj Americi.
Postoje dvije podvrste crvenih pandi: zapadni crveni panda (Ailurus fulgens fulgens) koji obitava u zapadnom dijelu spomenutog područka, dok Ailurus fulgens styani naseljava istočno-sjeveroistočne dijelove Nepala. Zapadni crveni panda ima svjetlije krzno, pogotovo u licu, te manje vidljiva facijalna obilježja.
Znanstveno ime Ailurus fulgens može se prevesti kao „mačka koja svijetli", i dolazi od grčke riječi αίλουρος (mačka) i od oblika latinskog glagola fulgere, koji znači „sijati, svijetliti".
Crveni panda klasificirani je kao ugrožena vrsta. Populacija se procjenjuje na manje od 2500 odraslih jedinki, a ovaj broj kontinuirano opada zbog odvojenih i usamljenih populacija. U Hrvatskoj crveni pande postoje u Zoološkom vrtu grada Zagreba.

## Rasprostranjenost
Crveni pande žive isključivo u jugoistočnoj Aziji, duž planinskog masiva Himalaje u obliku polumjeseca u južnom Tibetu, Butanu, sjeveroistočnoj Indiji, na istoku do planinskih dijelova Mianmara i Kine. Vjeruje se da klisura rijeke Bramaputre predstavlja prirodnu podjelu između dvije podvrste. Nekada su crveni pande živjeli na mnogo širem području, sjeveroistoku Kine i jugozapadne Indije.
Naseljavaju podneblja umjerene temperature (10 – 25 °C) i preferiraju pošumljene planinske krajeve na nadmorskoj visini od 1800 do 4000 metara, prije svega blage listopadno-četinarske šume gdje rastu rododendron i bambus. U Kini, u nacionalnom parku, stanište dijele s velikom pandom. Također postoji nekoliko crvenih pandi u zatočeništvu, tj. zoološkim vrtovima. U Sjevernoj Americi obitavale su 182 jedinke od listopada 2001. godine. Ovi pande i njihovo kretanje prati Species Survival Plan.

## Izgled
Crveni panda dug je 79 – 120 cm, uključujući i dugačak rep dužine 30 – 60 cm. Mužjaci teže od 4, 5 do 6, 2 kilograma, dok su ženke nešto sitnije, od 3 – 4, 5 kg. Prosječan životni vijek iznosi 9 do 10, maksimalno 14 godina.
Crveni panda, kao i veliki, razvio je specijaliziran način jedenja bambusa. Imaju poluuvučene oštre pandže i "lažan palac" koji je zapravo proširenje ručnog zgloba, podesno za hvatanje.
Dlaka je dugačka, crveno-smeđe boje na leđima, a crne na trbuhu. Lice je svijetlo s karakterističnim šarama u obliku suza. Rep je blago išaran krugovima oker boje. Lice je slično kao kod rakuna, a svaka jedinka ima različite šare. Glava je obla s uspravljenim ušima srednje veličine; crn nos i veoma tamne oči. Noge su crne i zdepaste s gustim dlakama na šapama koje služe kao izolacija od hladnoće i skrivaju mirisne žlijezde.
Krzno, tako obojeno, predstavlja odličnu kamuflažu.

## Ponašanje
Crveni pande su najaktivnije u zoru i sumrak. Tijekom dana odmaraju se u granama i u šupljinama drveća. Idealna temperatura za crvene pande je između 17 i 25 °C, dok temperaturu iznad 25 °C nisu u stanju podnijeti. Zbog toga, tijekom toplih podneva vrijeme provedu u sjenovitim gornjim dijelovima krošnji; često se mogu vidjeti istegnuti na račvastim granama ili uvijeni u unutrašnjosti drveta s repom koji im pokriva lice.
Veoma su spretni akrobati. Žive samački, dok rijetko formiraju grupe ili obitelji. Uglavnom su dosta tihe i povučene životinje. Za hranom tragaju tijekom noći, dok piju tako što ližu u vodu umočenu šapu. Neprijatelji crvenih pandi su snježni leopard, kuna i čovjek.

## Prehrana
Crveni panda se većinom hrani bambusom. Kao i veliki panda, i crveni panda (kao svi sisavci) ne može probaviti celulozu, pa su stoga potrebne ogromne količine hrane kako bi preživjeli. Prehrana se sastoji od dvije trećine bambusa, dok ostala hrana uključuje bobice, pečurke, korijenje, lišaje, travu i sl. Poznati su po tome da se hrane i mladim ptićima, jajima, malim glodavcima i povremeno kukcima. U zoološkim vrtovima, međutim, rado jedu i meso.
Celuloza i komponente stanične stijenke se ne probavljaju, tako da je prijenos bambusa kroz probavni trakt pande veoma brz (oko 2 – 4 sata). Da bi preživjeli na tako slaboj prehrani, crveni pande moraju birati kvalitetne dijelove  bambusa kao što su listovi i mladice stabla, i to u ogromnim količinama – preko 1,5 kg svježeg lišća i 4 kg mladica dnevno.

## Razmnožavanje
Crveni pande su samci, a obično tragaju za partnerom od kraja prosinca do sredine veljače. Nakon trudnoće od 112 do 158 dana, ženka donosi na svijet 1 – 4 slijepa mladunca koji su teški 110 – 130 grama. Porođaj se odvija od kraja svibnja do početka srpnja. Prije rađanja, ženka sakuplja materijal potreban za pravljenje gnijezda.
Nakon tjedan dana majka napušta gnijezdo kako bi se očistila. Mladi počinju otvarati oči poslije 18 dana, dok potpuno progledaju nakon 30 do 40 dana. 70 dana nakon rođenja, oči dobivaju svoju krajnju tamnu boju. Okot ostaje u gnijezdo dok ne napune 12 tjedana. Nakon 5 mjeseci mogu se brinuti sami o sebi.
Crveni pande su spolno zreli s oko 18 mjeseci starosti, ali u potpunosti tek kada napune 2 – 3 godine.